# Mierle Laderman Ukeles
Mierle Laderman Ukeles (Denver, Colorado, 1939) es una artista estadounidense conocida principalmente por sus obras de arte feminista que relacionan los procesos del arte conceptual con el "mantenimiento" doméstico y el rol materno impuesto socialmente a las mujeres. Desde 1977, trabaja como artista residente en el Departamento de Sanidad de la Ciudad de Nueva York, donde desarrolla proyectos artísticos, no remunerados, enfocados al entorno urbano y al ecologismo, ámbitos recurrentes en la obra de la artista desde los años 60.

## Biografía
Laderman se licenció en historia y estudios internacionales en Barnard College en 1961. Posteriormente, comenzó su formación artística en el Pratt Institute de Nueva York (1962-64) la cual finalizó en 1966, cuando obtuvo el certificado de enseñanza de arte en la Universidad de Denver. En 1974, obtuvo una maestría de la Universidad de Nueva York en Artes Interrelacionadas.
En 1969 escribió un manifiesto titulado Maintenance Art, 1969 (Arte de Mantenimiento). En el cual, abordó el dualismo, aparentemente irreconciliable, que percibía en la sociedad entre ser artista y ser madre. Sus exposiciones tenían como objetivo crear conciencia sobre el bajo estatus cultural del trabajo de mantenimiento centrado, principalmente, en la maternidad y el cuidado del hogar. El mantenimiento, para Laderman, incluye las actividades domésticas que mantienen las cosas en marcha, como cocinar, limpiar y criar a los niños y durante sus exposiciones, realizaba las mismas tareas que realizaría en su vida diaria, incluido el entretenimiento de los huéspedes. Con su obra pretendió reivindicar la importancia del desarrollo de las cosas tanto como del mantenimiento de estas, entendiendo como mantenimiento las labores relacionadas con la preservación, el cuidado y el sustento.
Varias de sus actuaciones en la década de 1970 tituladas Maintenance Art Tasks, involucraron el mantenimiento de espacios de arte, incluido el Wadsworth Atheneum. En 2019, recibió el Premio Francis J. Greenburger para artistas valorados en el mundo del arte con un mérito extraordinario pero, que no han sido plenamente reconocidos por el público.
En 1989, Laderman fue la comisaria del proyecto de recuperación de Fresh Kills Landfill en Staten Island, para transformar el vertedero en un parque recreativo conocido como Freshkills Park. En 1946, la ciudad de Nueva York compró un área agrícola rural en Staten Island de 2200 acres, para utilizarlo como vertedero municipal de residuos. Este vertedero, se convirtió en un lugar controvertido puesto que a lo largo de los años su apertura provocó diversas problemáticas medioambientales en la zona. Tras una intensa presión de la comunidad, en 1996 se aprobó una ley estatal que requería que el vertedero dejara de aceptar desechos sólidos para fines de 2001. 
El vertedero se cerró finalmente el 22 de marzo de 2001, pero, después de los atentados del 11 de septiembre de 2001 al World Trade Center, Fresh Kills se utilizó como una instalación de clasificación temporal de escombros y restos.
La construcción del parque actual comenzó en 2008. En una de las iniciativas propuestas para su transformación, Laderman invitó a neoyorquinos de los cinco condados a contribuir con la creación de obras de arte hechas de basura de tamaño reducido, no más de un palmo.

## Conceptos y metodologías
Según Laderman, el papel del artista debe ser el de un activista: empoderando a las personas para que actúen y cambien los valores y las normas sociales. Para Laderman, el arte no es fijo ni completo, sino un proceso continuo que está conectado con la vida cotidiana y su Manifesto for Maintenance Art (Manifiesto para el mantenimiento del arte) proclama cómo el arte se ve influenciado por las actividades cotidianas. Las gigantescas acciones domésticas que realizó en los años 70, se generaron partiendo de su papel de artista y madre. Después del nacimiento de su primer hijo en 1968, Laderman percibió que su identidad pública como artista pasó a un segundo plano, a causa del dogma social sobre el rol que una mujer debe asumir al ser madre.

### Manifesto For Maintenance Art 1969!
Este manifiesto fue escrito inicialmente como una propuesta para una exposición titulada Cuidado, el Manifiesto para el arte de mantenimiento. En esta obra, la artista enfatiza en el mantenimiento — mantener las cosas limpias, funcionando y cuidadas — como una estrategia creativa. El manifiesto surgió después de que Laderman dio a luz a su primer hijo, de repente tuvo que equilibrar su tiempo como artista y madre. Durante esa época, se dio cuenta de la dificultad que conllevaba el hecho de mantener y cuidar a un ser vivo también lo acarrea el sustento de una obra y/o espacio de valor. Lo que le llevó a reflexionar acerca de cómo socialmente estas labores de mantenimiento, se devalúan sin tener en cuenta la serie de tareas que se deben realizar para mantener su preservación, cuidado y sustento.
Laderman argumenta que: «Ya sea un niño/a, una institución o una ciudad, todo es lo mismo: si quieres que prosperen, tienes que hacer mucho mantenimiento, mucho.»
Asimismo, tras su maternidad, Laderman tuvo que equilibrar su tiempo como artista y madre. Esta nueva realidad inició una época crítica para la artista puesto que sus labores como madre no le permitían mucho espacio para la creación artística. Señaló que los artistas masculinos famosos que ella admiraba nunca tuvieron que hacer tales sacrificios, nunca tuvieron que lidiar con las labores de mantenimiento de la maternidad. Laderman ha descrito este sentimiento y la epifanía que condujo el manifiesto de la siguiente manera: «Me sentí como dos personas separadas ... los artistas libres y la madre / trabajadora de mantenimiento. . . . Nunca había trabajado tan duro en toda mi vida, tratando de mantener unidas a las dos personas en las que me había convertido. Sin embargo, la gente me decía, cuando me veían empujando mi cochecito de bebé: "¿Haces algo?". . . . Entonces tuve una epifanía. . . Tengo la libertad de nombrar al mantenimiento como un arte. Puedo unificar la libertad con su supuesto opuesto y llamarlo arte. Yo lo nombro el arte de la necesidad».
El manifiesto se divide en dos partes principales. En la parte I, bajo la rúbrica 'Ideas', hace una distinción entre los dos sistemas básicos de 'Desarrollo' y 'Mantenimiento', donde el desarrollo se asocia con 'creación individual pura', 'lo nuevo', 'el cambio'; y el mantenimiento con la tarea de "quitar el polvo a la creación individual pura, preservar lo nuevo, sostener el cambio". Laderman se pregunta: «después de la revolución, ¿quién va a recoger la basura el lunes por la mañana?». Esta reflexión contrasta con la tradición modernista en la que la originalidad de un artista se sitúa en primer plano y, se ignora la realidad mundana de la vida cotidiana de este. «El arte de vanguardia, que reclama un desarrollo absoluto, está infectado por cepas de ideas de mantenimiento, actividades de mantenimiento y materiales de mantenimiento ...»
La segunda parte del manifiesto describe su propuesta para la exposición y se compone de tres partes: A) Primera parte: Personal, B) Segunda parte: General y C) Tercera parte: Mantenimiento de la Tierra. Laderman introduce esta segunda parte con la siguiente declaración: «Soy una artista. Soy una mujer. Soy una esposa. Soy madre. (Orden aleatorio) Lavo muchísimo, limpio, cocinando, renovando, apoyando, conservando, etc. Además, (hasta ahora por separado) yo 'hago' Arte. Ahora simplemente haré estas cosas cotidianas y las llevaré a la conciencia, las expondré como Arte [. . . ] MI TRABAJO SERÁ LA OBRA».

### Touch Sanitation(1979-80)
Touch Sanitation es uno de los proyectos más ambiciosos de Laderman y un hito en la historia del arte escénico.
En casi un año, la artista se reunió con más de 8500 empleados/as del Departamento de Sanidad de Nueva York, les dio la mano a cada uno de ellos/as y les dijo: «Gracias por mantener viva a la ciudad de Nueva York». Ella documentó las actividades que realizaban en un mapa, grabando meticulosamente las conversaciones que tuvo con los/las trabajadores/as. Laderman documentó sus historias privadas en un intento de cambiar algunas de las connotaciones negativas utilizadas en la esfera pública social, utilizando su arte como agente de cambio para desafiar los estereotipos convencionales.
En esta obra Laderman no solo reivindicaba la necesidad de cambiar el estigma social arelado a labores de mantenimiento, como feminista también quiso reivindicar cuán desigual era el porcentaje de mujeres trabajadoras en el sector del saneamiento, así como promover la reflexión acerca de la cultura occidental y del sistema de clases.
Laderman explica que los/las trabajadores/as: «Querían comprar el sueño de la clase media de Estados Unidos, un trabajo estable, obtener una hipoteca, obtener beneficios, y por eso se dedicaron al saneamiento. El pensamiento era: si consigo un trabajo estable, estoy listo/a. Por eso la gente estaba tan histérica. No querían recoger basura».

## Honores y premios
Laderman Ukeles recibió doctorado honoris causa de:
- Instituto de Arte de Chicago (School of the Art Institute of Chicago (SAIC)) en Chicago, Illinois.
- Escuela de Diseño de Rhode Island (Rhode Island School of Design (RISD)) en Providence, Rhode Island.
- Maine College of Art (MECA) en Portland, Maine.

Ha sido reconocida con varias becas y premios:
- Premio Francis J. Greenburger, Arte Omi, 2019.[19]
- Premio Diálogo de Arte público, Asociación de Arte Universitario, 2017.[20]
- Fundación Lily Auchincloss, 2015.
- Fundación The Shelley & Donald Rubin, 2015.
- Homenaje en Queens Museum, 2015.
- Miembro distinguido de Ann Chamberlain, Instituto de arte de San Francisco, 2010.
- Jewish Cultural Achievement Awards, Fundación Nacional por la Cultura Judía, 2003.
- Fundación Anonymous was a Woman, 2001.

## Trabajos
- Manifiesto para el arte de mantenimiento 1969! Propuesta de exposición "CUIDADOS" (1969): una propuesta de exposición para mostrar el trabajo de mantenimiento como arte contemporáneo, que fue publicado en Artforum en 1971. Posteriormente, Laderman participó en la exposición itinerante de artistas femeninas conceptuales de Lucy Lippard c.7,500 (1973-1974) y en otras catorce exposiciones e intervenciones en museos, incluido el Wadsworth Atheneum.[21]
- Maintenance Art Tasks (1973) : una colección de fotografías de las actividades domésticas realizadas por Laderman Ukeles y su esposo, con 12 a 90 imágenes por actividad.[22]
- Maintenance Art Tasks Performance en el Wadsworth Atheneum, 1973: Durante el transcurso de 1973, Laderman realizó The Keeping of the Keys (20 de julio de 1973), Transfer: The Maintenance of the Art Object: Mummy Maintenance: With the Maintenance Man, The Maintenance Artista y Museum Conservator (20 de julio de 1973),[23] Washing/Tracks/Maintenance: Inside and Washing/Tracks/Maintenance: Outside (23 de julio de 1973) en el Wadsworth Atheneum[6]
- Hartford Wash: Washing/Tracks/Maintenance: Outside (1973)[24]
- Hartford Wash: Washing/Tracks/Maintenance: Inside (1973)
- Touch Sanitation (1978–80)[25] : 271
- The Work Ballets: siete ballets para maquinaria que se desarrollaron de forma intermitente entre 1983 y 2013 en Róterdam, Nueva York, Givors, Pittsburgh y Echigo-Tsumari. Son el tema de la primera monografía de Ukeles publicada por Sternberg Press en 2015 y editada por Kari Conte.[26]
- Turnaround Surround, ruta "Glassphalt" en Danehy Park en North Cambridge, Massachusetts. El parque está construido en el lugar de un vertedero cerrado en 1972. (1997-2002)[27]

## Publicaciones

#### Autoría
- "Un viaje: Tierra / Ciudad / Flujo". Art Journal (verano de 1992): 12-14.
- "Actividad de Arte de Mantenimiento (1973)". Documentos 10 (otoño de 1977): 8.
- "Manifiesto para el arte de mantenimiento, 1969! Propuesta de exposición 'Cuidados' ”. ; Publicado originalmente en Jack Burnham. "Problemas de la crítica". Artforum (enero de 1971) 41; reimpreso en Lucy Lippard. Seis años: la desmaterialización del objeto de arte. Nueva York: New York University Press, 1979: 220-221.
- "¡Manifiesto de Saneamiento! (1984)". The Act 2, n. ° 1, (1990): 84-85.

#### Coautoría
- Ukeles, Mierle Laderman y Alexandra Schwartz. "Mierle Laderman Ukeles en conversación con Alexandra Schwartz". en Butler, Cornelia et al. Del conceptualismo al feminismo: Lucy Lippard's Numbers Shows 1969-1974 Londres: Después de todo, 2012.